# شاه‌زید
شاه‌زید ، روستایی است در دهستان چلاو از توابع بخش مرکزی شهرستان آمل در استان مازندران، ایران.

## جمعیت
این روستا در دهستان چلاو قرار داشته و براساس آخرین سرشماری مرکز آمار ایران که در سال ۱۳۸۵ صورت گرفته، جمعیت آن ۲۰۹ نفر (۵۹ خانوار) بوده‌است.